# Штутгарт 21

План проєкту «Штутгарт 21»
Червоним і зеленим кольорами позначені плановані об'єкти; чорним — існуючі.

Штутгарт 21 — проєкт залізничного та міського розвитку Штутгарта, Німеччина, у складі нової та модернізованої залізниці "Штутгарт — Аугсбург" та магістралі для Європи (Париж — Відень) в рамках Транс'європейських мереж.
У рамках проєкту перебудова станції Штутгарт, будівництво 57 км нових залізниць, зокрема 30 км тунелів і 25 км швидкісних ліній.
Проєкт було офіційно оголошено в квітні 1994 року. Будівельні роботи розпочались 2 лютого 2010 року Станом на березень 2013 року, загальні витрати офіційно оцінюються в 6,5 млрд євро, попередній кошторис — 4,5 млрд євро на 2009 рік.
Станом на 2017 рік, початок експлуатації перенесено на 2021 рік, порівняно з планованим відкриттям — 2019 рік.

## Концепція
Концепція намагається об'єднати плани швидкісних залізниць що мають сполучити Штутгарт з іншими містами з покращенням місцевої інфраструктури та заміною існуючої тупикової станції. Тупикова станція з 17 коліями має бути замінена на підземну наскрізну станцію з 8 коліями і по відношенню до існуючої станції розгорнута на 90°.
У складі проєкту будівництво трьох нових залізничних станцій: Фільдер в аеропорту Штутгарт, станція S-Bahn Штутгарт-Мітнахтштрассе та Унтертюркгайм.
Також у складі проєкту має бути побудована швидкісна залізниця Штутгарт — Вендлінген та швидкісна залізниця Вендлінген — Ульм.
На місці прибраних залізничних колій мають виникнути нові квартали.